# Рождественский (Орловская область)
Рожде́ственский — посёлок в Троснянском районе Орловской области России. Административный центр Пенновского сельского поселения.

## География
Посёлок находится в южной части Орловской области, в лесостепной зоне, в пределах центральной части Среднерусской возвышенности, на левом берегу реки Белый Немёд. Абсолютная высота — 228 м над уровнем моря.
Климат
Климат характеризуется как умеренно континентальный с умеренно морозной зимой и тёплым летом. Средняя многолетняя температура самого холодного месяца (января), составляет −9,7°С, температура самого тёплого (июля) — +19°С. Среднегодовое количество атмосферных осадков — 540 мм.

## Население
| 2002 | 2010 |
| ---- | ---- |
| 451  | ↘398 |

Национальный состав
Согласно результатам переписи 2002 года, в национальной структуре населения русские составляли 98 % из 451 чел.